# Elimar di Oldenburg
Elimar di Oldenburg, nome completo Antonio Gunther Federico Elimar (Oldenburg, 23 gennaio 1844 – Erlau, 17 ottobre 1895), fu un duca di Oldenburg.

## Biografia
Era l'unico figlio superstite del granduca Augusto I di Oldenburg, e della sua terza moglie, Cecilia di Svezia, figlia del re Gustavo IV Adolfo di Svezia.  Era il fratello minore di Amalia di Oldenburg, regina consorte di Grecia.

## Matrimonio
Sposò morganicamente, il 9 novembre 1876 a Vienna, la baronessa Natalie Vogel von Friesenhof (8 aprile 1854-9 gennaio 1937), nipote di Aleksandr Sergeevič Puškin e cugina della moglie di Nicola Guglielmo di Nassau. Ebbero due figli:
- contessa Alexandrina Gustava Friederike von Welsburg (11 ottobre 1877-13 aprile 1901)
- conte Gustav Gregor Alexander von Welsburg (29 agosto 1878-29 novembre 1927), sposò la contessa Luise von Hahn.

## Titolo
- 23 gennaio 1844 - 17 ottobre 1895: Sua Altezza il Duca Elimar di Oldenburg

## Ascendenza
|                                       |                           |                                                         | Genitori                                                        |  |  | Nonni |  |  | Bisnonni                                |  |  | Trisnonni                                 |  |
|                                       |                           |                                                         |                                                                 |  |  |       |  |  | 8. Giorgio Ludovico di Holstein-Gottorp |  |  | 16. Cristiano Augusto di Holstein-Gottorp |  |
|                                       |                           |                                                         |                                                                 |  |  |       |  |  | 8. Giorgio Ludovico di Holstein-Gottorp |  |  | 16. Cristiano Augusto di Holstein-Gottorp |  |
|                                       |                           | 17. Albertina Federica di Baden-Durlach                 |                                                                 |  |  |       |  |  | 8. Giorgio Ludovico di Holstein-Gottorp |  |  |                                           |  |
| 4. Pietro I di Oldenburg              |                           |                                                         |                                                                 |  |  |       |  |  | 8. Giorgio Ludovico di Holstein-Gottorp |  |  |                                           |  |
|                                       |                           | 9. Sofia Carlotta di Schleswig-Holstein-Sonderburg-Beck | 18. Federico Guglielmo II di Schleswig-Holstein-Sonderburg-Beck |  |  |       |  |  |                                         |  |  |                                           |  |
|                                       |                           | 9. Sofia Carlotta di Schleswig-Holstein-Sonderburg-Beck | 18. Federico Guglielmo II di Schleswig-Holstein-Sonderburg-Beck |  |  |       |  |  |                                         |  |  |                                           |  |
|                                       |                           | 9. Sofia Carlotta di Schleswig-Holstein-Sonderburg-Beck | 19. Ursula Anna von Dohna-Shlobitten                            |  |  |       |  |  |                                         |  |  |                                           |  |
| 2. Augusto I di Oldenburg             |                           | 9. Sofia Carlotta di Schleswig-Holstein-Sonderburg-Beck |                                                                 |  |  |       |  |  |                                         |  |  |                                           |  |
|                                       |                           | 10. Federico II Eugenio di Württemberg                  | 20. Carlo I Alessandro di Württemberg                           |  |  |       |  |  |                                         |  |  |                                           |  |
|                                       |                           | 10. Federico II Eugenio di Württemberg                  | 20. Carlo I Alessandro di Württemberg                           |  |  |       |  |  |                                         |  |  |                                           |  |
|                                       |                           | 10. Federico II Eugenio di Württemberg                  | 21. Maria Augusta di Thurn und Taxis                            |  |  |       |  |  |                                         |  |  |                                           |  |
| 5. Federica Elisabetta di Württemberg |                           | 10. Federico II Eugenio di Württemberg                  |                                                                 |  |  |       |  |  |                                         |  |  |                                           |  |
|                                       |                           | 11. Federica Dorotea di Brandeburgo-Schwedt             | 22. Federico Guglielmo di Brandeburgo-Schwedt                   |  |  |       |  |  |                                         |  |  |                                           |  |
|                                       |                           | 11. Federica Dorotea di Brandeburgo-Schwedt             | 22. Federico Guglielmo di Brandeburgo-Schwedt                   |  |  |       |  |  |                                         |  |  |                                           |  |
|                                       |                           | 11. Federica Dorotea di Brandeburgo-Schwedt             | 23. Sofia Dorotea di Prussia                                    |  |  |       |  |  |                                         |  |  |                                           |  |
| 1. Elimar di Oldenburg                |                           | 11. Federica Dorotea di Brandeburgo-Schwedt             |                                                                 |  |  |       |  |  |                                         |  |  |                                           |  |
|                                       | 12. Gustavo III di Svezia | 24. Adolfo Federico di Svezia                           |                                                                 |  |  |       |  |  |                                         |  |  |                                           |  |
|                                       | 12. Gustavo III di Svezia | 24. Adolfo Federico di Svezia                           |                                                                 |  |  |       |  |  |                                         |  |  |                                           |  |
|                                       | 12. Gustavo III di Svezia | 25. Luisa Ulrica di Prussia                             |                                                                 |  |  |       |  |  |                                         |  |  |                                           |  |
| 6. Gustavo IV Adolfo di Svezia        | 12. Gustavo III di Svezia |                                                         |                                                                 |  |  |       |  |  |                                         |  |  |                                           |  |
|                                       |                           | 13. Sofia Maddalena di Danimarca                        | 26. Federico V di Danimarca                                     |  |  |       |  |  |                                         |  |  |                                           |  |
|                                       |                           | 13. Sofia Maddalena di Danimarca                        | 26. Federico V di Danimarca                                     |  |  |       |  |  |                                         |  |  |                                           |  |
|                                       |                           | 13. Sofia Maddalena di Danimarca                        | 27. Luisa di Hannover                                           |  |  |       |  |  |                                         |  |  |                                           |  |
| 3. Cecilia di Svezia                  |                           | 13. Sofia Maddalena di Danimarca                        |                                                                 |  |  |       |  |  |                                         |  |  |                                           |  |
|                                       |                           | 14. Carlo Luigi di Baden                                | 28. Carlo Federico di Baden                                     |  |  |       |  |  |                                         |  |  |                                           |  |
|                                       |                           | 14. Carlo Luigi di Baden                                | 28. Carlo Federico di Baden                                     |  |  |       |  |  |                                         |  |  |                                           |  |
|                                       |                           | 14. Carlo Luigi di Baden                                | 29. Carolina Luisa d'Assia-Darmstadt                            |  |  |       |  |  |                                         |  |  |                                           |  |
| 7. Federica di Baden                  |                           | 14. Carlo Luigi di Baden                                |                                                                 |  |  |       |  |  |                                         |  |  |                                           |  |
|                                       |                           | 15. Amalia d'Assia-Darmstadt                            | 30. Luigi IX d'Assia-Darmstadt                                  |  |  |       |  |  |                                         |  |  |                                           |  |
|                                       |                           | 15. Amalia d'Assia-Darmstadt                            | 30. Luigi IX d'Assia-Darmstadt                                  |  |  |       |  |  |                                         |  |  |                                           |  |
|                                       |                           | 15. Amalia d'Assia-Darmstadt                            | 31. Carolina del Palatinato-Zweibrücken-Birkenfeld              |  |  |       |  |  |                                         |  |  |                                           |  |
|                                       |                           | 15. Amalia d'Assia-Darmstadt                            |                                                                 |  |  |       |  |  |                                         |  |  |                                           |  |